# 国际语音学学会
國際語音學學會（英語：The International Phonetic Association），1886年創立於巴黎，是世上最悠久的語音學家代表組織。其成立目標為促進語音學之研究，目前該學會訂有國際音標一套，為世界所有語言音標之標準。學會也發行期刊。

## 歷史
1886年在巴黎有一小群語言教師成立聯會，以鼓勵課堂使用語音記號教學，幫助兒童掌握地道外語發音，及輔助幼童學習閱讀。這聯會由保羅·帕西領導，初名（的發音拼寫，即語音學教師聯會，簡稱）。1889年1月，改名為（活語言教師語音學會，簡稱），1897年改為現名，英語名為。
1889年學會期刊創刊，直至1970年停刊。期刊的官方語言為法語，內文完全以國際音標書寫，是其獨有特色。1970年，學會期刊改革，改名為，官方語言轉為英語，用普通文字書寫。
學會會員規模和在教育界的影響力在約1914年達到高峰，其時有40個國家的1751個會員。第一次世界大戰和其後果嚴重干擾學會運作，其期刊直至1922年才恢復正常發行。

## 國際音標的制訂
學會初時目標在制訂一套語音符號，按情況表示不同發音，以便每種語言有其特定的字母描述發音。後來決定了，創製一套通用字母，用同一字母表示不同語言的同一發音，是最為理想的。這套國際音標經歷迅速演變，直到20世紀初。此後有數次修訂，以語音學新成果增刪修改字母。

## 考試
國際語音學學會自1908年起舉辦考試，授予英、法、德語語音精通證書。